# Carl Wilhelm Benno von Heynitz

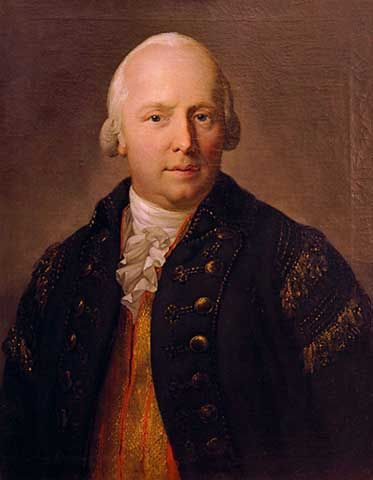
Carl Wilhelm Benno von Heynitz, Gemälde von Anton Graff (1793)

Carl Wilhelm Benno von Heynitz (* 1. Juni 1738 in Dresden; † 21. April 1801 in Freiberg) war ein kursächsischer Berghauptmann.

## Biographie
Der Sohn des Justizrates Georg Ernst von Heynitz (1692–1751) und der Sophia Dorothea, geborene von Hardenberg (1705–1773), erhielt von 1752 bis 1754 eine Ausbildung an der Landesschule Pforta. Von 1755 bis 1758 studierte er Kameralwissenschaft an der sogenannten Aufklärungsuniversität Göttingen. Einer seiner Lehrer war der damals bereits bekannte Kameralist, der Bergrat und Polizeidirektor Johann Heinrich Gottlob von Justi.
Am 19. April 1758 trat er als Hofjunker in herzoglich braunschweigische Dienste, 1761 wurde er dort zum Kammerjunker bestallt.
Von 1763 bis 1765 bereiste Benno von Heynitz gemeinsam mit dem Bergdrosten und späteren kurfürstlich Hannoverschen Berghauptmann Claus Friedrich von Reden, einem Schwager seines älteren Bruders Friedrich Anton, England, Frankreich und die Niederlande. Sein besonderes Interesse fand dabei das englische Manufakturwesen.
1765 wechselte der bisherige Kammerjunker Herzog Carls in den Dienst des Königs von Großbritannien und Irland Georg III., zu dessen Herrschaftsbereich auch ein Teil des Harzes gehörte. Bis zum Frühjahr 1766 wirkte er bei Letzterem als Bergdrost des Communion-Bergamtes Zellerfeld, danach ging er nach Kursachsen, wo er Beisitzer bei der Landes-Ökonomie-, Manufaktur- und Kommerziendeputation und wirklicher Accis-Rat im General-Accis-Kollegium wurde.
Im Jahre 1770 trat Carl Wilhelm Benno von Heynitz der Leipziger Ökonomischen Societät bei, einer Gesellschaft, deren Mitglieder sich vor allem für die Förderung der Landwirtschaft und des Gewerbes engagierten.
Am 18. Februar 1775 erhielt von Heynitz – unter Beibehaltung seiner Assessorenstelle in Dresden – Sitz und Stimme im Oberbergamt Freiberg, unmittelbar hinter dem damaligen Vizeberghauptmann Friedrich Wilhelm Heinrich von Trebra.
Im gleichen Jahr, am 22. Mai 1775, heiratete er in Dresden gegen den Widerstand am Hofe die zum Bürgertum zählende Anna Christiane verw. Poppe, geb. Dinglinger. Aus dieser Ehe entstammt der spätere bayerische Kammerherr Friedrich Gottlob Benno von Heynitz (1776–1862), mit dem die Linie Dröschkau-Miltitz ausstarb. Nach dem Tode seines Onkels Gottlob Leberecht (1697–1779) am 14. April 1779, der Regelung der Lehnsnachfolge und dem von seinem älteren Bruder Friedrich Anton erklärten Verzicht auf Miltitz (1781) erhielt Carl Wilhelm Benno das Gut bei Meißen, auf dem die Eheleute ihren Wohnsitz nahmen.
Am 4. Dezember 1779 trat von Heynitz die Nachfolge von Trebras als Vizeberghauptmann an.
1784 wurde der Vizeberghauptmann von Heynitz als Nachfolger des verstorbenen Carl Eugenius Pabst von Ohain zum Berghauptmann ernannt. Letztes Amt übte er bis 1785 unter dem Oberberghauptmann Adam Friedrich von Ponickau aus; nach dessen Tod (am 8. Februar 1785) trat er von Ponickaus Nachfolge an, allerdings ohne den Titel eines Oberberghauptmannes zugesprochen zu bekommen. Mit dieser Funktion verbunden war die Aufsicht über das gesamte bergmännische Bildungswesen in Kursachsen, einschließlich das der höheren bergmännischen Bildung an der Bergakademie Freiberg.
Der sowohl von der Aufklärung als auch dem Pietismus beeinflusste Carl Wilhelm Benno von Heynitz war auch sozial stark engagiert. Besonders verdient gemacht hat er sich als „Kommissar“ für das bergmännische Bildungswesen, als der er bereits seit 1779 fungierte. Der von ihm ins Leben gerufene Komplex bergmännischer Bildungsanstalten, der nicht nur die Unterrichtung von Bergmannskindern an den (kursächsischen) deutschen Stadt- und Dorfschulen, sondern auch die berufsfachliche Ausbildung an den „Schreibe-, Rechen- und Zeichenschulen“ des oberen Erzgebirges und der Goldberg´schen bzw. Erler´schen Zeichenschule (der eigentlichen Bergschule) in Freiberg umfasste, war ihrer Zeit weit voraus. Das von ihm dafür initiierte Finanzierungsregime ermöglichte erst die Unterrichtung der Kinder auch vollkommen mittelloser Berg- und Hüttenarbeiter. Auf seinem Besitz Miltitz gründete der Berghauptmann eine deutsche Schule, die der von Friedrich Eberhard von Rochow (1734–1805) auf dessen Gut in Reckahn geschaffenen Dorfschule kaum nachstand.
Am 21. April 1801 verstarb Carl Wilhelm Benno von Heynitz in Freiberg. Sein Leichnam wurde am 25. April 1801 mit dem Ratsleichenwagen aus Freiberg abgefahren und auf dem Kirchhof seines Gutes Miltitz beigesetzt. Als Nachfolger von Heynitz´ wurde am 12. September 1801 Oberberghauptmann Friedrich Wilhelm Heinrich von Trebra berufen.